# PGC 214169
LEDA/PGC 214169 ist eine Galaxie im Sternbild Jungfrau auf der Ekliptik.  Sie ist schätzungsweise 315 Millionen Lichtjahre von der Milchstraße entfernt und ist gravitativ an NGC 5329 gebunden.
Im selben Himmelsareal befinden sich u. a. die Galaxien NGC 5331, NGC 5335, IC 943.